# Tim Samaras
Pour les articles homonymes, voir Samaras.
Timothy Michael Samaras dit Tim Samaras, né le 12 novembre 1957 à Lakewood, Colorado, et mort le 31 mai 2013 à El Reno, Oklahoma, est un ingénieur météorologue et chasseur de tempêtes américain mieux connu pour ses recherches sur les tornades et les éclairs. Il a aussi participé à l'émission de télévision Storm Chasers.

## Biographie
Tim Samaras est fils de Paul T. et Margaret L. Samaras. Il a aidé son père photographe et distributeur d'avions modèles dès son jeune âge. Autodidacte, il n'a jamais obtenu de diplôme universitaire. Il est devenu opérateur radio amateur à 12 ans et a construit des émetteurs à l'aide de vieux téléviseurs. À 16 ans, il était technicien radio, puis contremaître d'atelier de service. Immédiatement sorti de l'école secondaire et sans CV, il a été embauché sans rendez-vous à l'Institut de recherche de l'Université de Denver. Il a obtenu une autorisation de sécurité du Pentagone à 20 ans, testant et construisant des systèmes d'armes,.
Samaras est devenu un éminent ingénieur chez Applied Research Associates, se concentrant initialement sur les essais de souffle d'explosions et les enquêtes sur les accidents d'avion. Le Conseil national de la sécurité des transports (NTSB) l'a reconnu pour ses enquêtes sur l'accident du vol TWA 800.
Il a été impressionné par les tornades lors du visionnement du film le Magicien d'Oz à six ans et a commencé à chasser les orages pour la science dès le début de la vingtaine. En 1990, il a suivi un programme de météorologie de base où il s'est avéré avoir un talent pour repérer les signes subtils d'un orage en développement. Enregistrant chaque instant de sa poursuite, il commencé à vendre les vidéos aux stations météorologiques.
En plus des tornades, il s'est intéressé à tous les aspects des nuages convectifs, en particulier la foudre pour laquelle il a utilisé des caméras filmant jusqu'à 1,4 million d'images par seconde. Il est le fondateur d'une équipe de recherche sur le terrain appelée Tactical Weather Instrumented Sampling in Tornadoes EXperiment (en) (TWISTEX) qui cherche à mieux comprendre les tornades. Son travail a été financé en grande partie par le National Geographic, qui lui a décerné 18 bourses pour son travail sur le terrain.

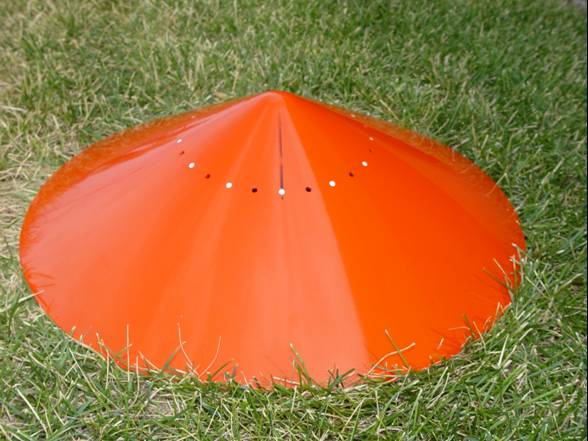
Sonde HITPR conçue par Tim Samaras.

Tim Samaras a conçu et construit ses propres instruments météorologiques et les a déployés sur la trajectoire des tornades afin d'obtenir un aperçu scientifique du fonctionnement interne de celles-ci. Il a ainsi capturé la plus grande chute de pression atmosphérique, 100 hPa en moins d'une minute, jamais enregistrée lorsqu'une tornade EF4 près de Manchester, dans le Dakota du Sud le 24 juin 2003 selon le livre Guinness des records. La sonde a également rapporté la pression la plus basse, 850 hPa, jamais enregistrée à la surface de la Terre après ajustement pour l'élévation.
À partir de 1998, Samaras a fondé et coproduit (avec Roger Hill) la National Storm Chasers Convention, un événement annuel organisé près de Denver et auquel participent des centaines de chasseurs du monde entier. De 2009 à 2012, Samaras était une des personnalités vedettes de l'émission Storm Chasers de Discovery Channel. Il a également travaillé pour Boeing, faisant des essais in situ sur des revêtements résistants à la grêle pour les avions, et pour le gouvernement fédéral au cours de sa carrière.
Samaras a co-écrit, avec Stefan Bechtel et Greg Forbes, Tornado Hunter: Getting Inside the Most Violent Storms on Earth en 2009. Samaras est l'auteur ou le co-auteur d'une douzaine d'articles scientifiques. Il a également contribué au magazine Storm Track. Il est apparu dans des articles majeurs du National Geographic en avril 2004, juin 2005, août 2012 et novembre 2013.

## Décès

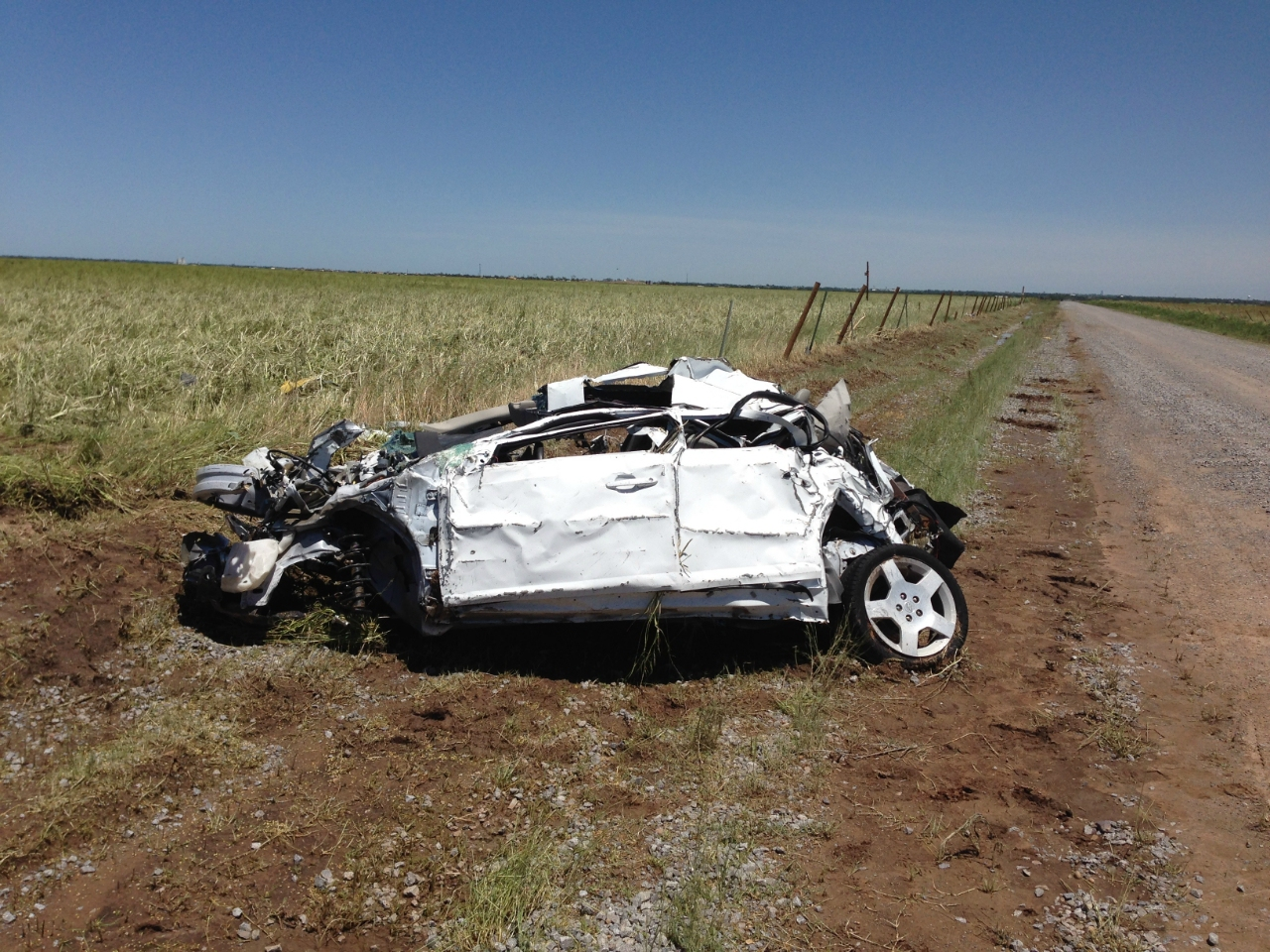
Épave de la Chevrolet Cobalt TWISTEX de Samaras après la tornade.

Le 31 mai 2013, Samaras, son fils Paul et l'un des membres de l'équipe TWISTEX Carl Young ont été tués par une tornade de force EF3 (en) près d'El Reno, dans l'Oklahoma,. Le véhicule TWISTEX où ils prenaient place a été frappé par un sous-tourbillon de la tornade-mère qui générait des vents de 175 milles par heure (282 km/h) selon l'estimation d'un radar météorologique mobile .
Cette tornade meurtrière (8 morts et 151 blessés au total) est d’ailleurs la plus large tornade jamais enregistrée (4,2 km à son apex). Le National Weather Service (Service météorologique américain) a classé la tornade d'El Reno à la catégorie EF3 sur l'échelle de Fujita améliorée en se basant sur les dégâts. Cependant le radar mobile a enregistré une rafale atteignant 476 km/h dans l'un de ses nombreux sous-vortex passant en rase campagne, ce qui correspond aux limites supérieures du niveau EF5 de cette échelle.
Les météorologues du Storm Prediction Center (SPC) ont publié une déclaration disant qu'ils étaient très attristés par la mort de Tim Samaras, « un chercheur et un ami respecté ». L'expert en temps violent Greg Forbes du Weather Channel, a qualifié Samaras de pionnier dans son domaine. Le National Geographic et le Discovery Channel lui ont également rendu hommage.